# Eolepidopterigidae
Undopterigidae, Eolepidopterix, Eolepidopterix jurassica, Eolepidopterigoidea
Super-famille
Famille
Synonymes
- †Undopterigidae Kozlov (d), 1988

Genre
Espèce
Les Eolepidopterigidae sont une famille fossile d'insectes lépidoptères de la super-famille des Eolepidopterigoidea. L'espèce Eolepidopterix jurassica est l'espèce type et la seule du genre fossile Eolepidopterix. Ce genre Eolepidopterix est le genre type de la famille des Eolepidopterigidae.

## Classification
La famille des Eolepidopterigidae et la super-famille des Eolepidopterigoidea sont décrites en 1983 par le paléontologue et entomologiste russe Alexandre Rasnitsyne (1936-),.
Le genre Eolepidopterix et l'espèce Eolepidopterix jurassica sont créés simultanément en 1983 par Alexandre Rasnitsyne,.

### Synonyme
Cette famille des Eolepidopterigidae a un synonyme †Undopterigidae Kozlov (d) 1988, mais Undopterigidae est déclarée synonyme de Eolepidopterigidae par Sohn et al. en 2012.

### Genre type
Selon Paleobiology Database en 2023, le genre type est Eolepidopterix.
Selon Paleobiology Database en 2023, l'espèce type du genre Eolepidopterix est Eolepidopterix jurassica.

### Fossiles
Selon Paleobiology Database en 2023, le nombre de collections de fossiles est de quatorze :
- Crétacé : trois collections du Brésil et deux collections de Russie ;
- Jurassique : trois collections de Chine, deux d'Allemagne, une du Kazakhstan, quatre de Russie[2].

ceci atteste la présence de cette famille du Toarcien inférieur du Jurassique supérieur à l'Aptien du Crétacé inférieur, ou soit encore de 183 à 113 Ma avant notre ère.

## Description

### Liste des genres de la famille des Eolepidopterigidae
- †Aclemus Zhang et al., 2016 Daohugou, Chine, Callovien
- †Akainalepidopteron Zhang, Shih, Labandeira & Ren in Zhang et al., 2013[4]  Daohugou, Chine, Callovien
- †Netoxena Sohn in Sohn et al., 2012 Crato Formation, Brésil, Aptien
- †Daiopterix Skalski, 1984 Glushkovo Formation, Russie, Tithonien
- †Dynamilepidopteron Zhang, Shih, Labandeira & Ren in Zhang et al., 2013[4] Daohugou, Chine, Callovien
- †Psamateia Martins-Neto, 2002 Crato Formation, Brésil, Aptien
- †Palaeolepidopterix Kozlov, 1989 Karabastau Formation, Kazakhtstan, Callovien/Oxfordien
- †Gracilepteryx Martins-Neto and Vulcano, 1989 Crato Formation, Brésil, Aptien
- †Eolepidopterix Rasnitsyn, 1983 Uda Formation, Russie, Oxfordien
- †Undopterix Skalski, 1979  Glushkovo Formation, Russie, Tithonien Crato Formation, Brésil, Aptien
- †Grammikolepidopteron Zhang, Shih, Labandeira & Ren in Zhang et al., 2013[4] Daohugou, Chine, Calloviean
- †Longcapitalis Zhang, Shih, Labandeira & Ren in Zhang et al., 2013[4] Daohugou, China, Callovian
- †Petilicorpus Zhang, Shih, Labandeira & Ren in Zhang et al., 2013[4] Daohugou, China, Callovian
- †Quadruplecivena Zhang, Shih, Labandeira & Ren in Zhang et al., 2013[4] Daohugou, Chine, Callovien
- †Seresilepidopteron Zhang, Shih, Labandeira & Ren in Zhang et al., 2013[4] Daohugou, Chine, Callovien

### Publication originale
- [1983] (ru) Alexandre Rasnitsyne, « Pervaya nakhodka babochki yurskogo vozrasta », Doklady Akademia Nauk SSSR, vol. 269,‎ 1983, p. 467-471.